# Mister Johnson
Pour plus de détails, voir Fiche technique et Distribution.
Mister Johnson est un film américain réalisé par Bruce Beresford, sorti en 1990.

## Fiche technique
- Titre : Mister Johnson
- Réalisation : Bruce Beresford
- Scénario : William Boyd d'après le roman de Joyce Cary
- Photographie : Peter James
- Musique : Georges Delerue
- Pays d'origine : États-Unis
- Format : Couleurs - 1,85:1 - Stéréo
- Genre : drame
- Date de sortie : 1990

## Distribution
- Maynard Eziashi : Mister Johnson
- Pierce Brosnan : Harry Rudbeck
- Edward Woodward : Sargy Gollup
- Beatie Edney : Celia Rudbeck
- Denis Quilley : Bulteen
- Hubert Ogunde : Brimah
- Steve James : Aliu
- Nick Reding : Tring
- Bella Enahoro : Bamu
- Femi Fatoba : Waziri
- Kwabena Manso : Benjamin
- Sola Adeyemi : Ajali
- Jerry Linus : Saleh
- George Menta : Emil
- Tunde Kelani : Jamesu
- Akinola Ayegbusi : Le Chef du village
- Albert Egbe : Scribe
- Sani Izang : Le Sergent de la Police
- Ibidun Ogunde : La mère de Hamu
- Hajia Nana Yahaya : La 1ère Femme créancière
- Gladys Dadzie : La 2e Femme créancière
- John Johnson : Le 2e Homme créancier
- Wali Umar : Sali
- Lassisi Moshudu : Le Marchand
- Matt Dadzie : Le 1er Garde
- Oladejo Adegboyega : Le 2e Garde
- Laraba Ogomo : Le bébé de Bamu
- Fred Ibrahim : Le 1er Policier
- Philip Elegonya : Le 2e Policier
- Mary Kalu : Matumbi
- Moses Okwe : Alhaji
- Mallam Musa Udu : Le Commerçant
- Charles Ani : Levi
- Chris Erakptybor : L'interprète
- Saidu Dahiru : Le garçon sur la chaise